# عکس‌های بدن (فیلم)
عکس‌های بدن (به انگلیسی: Body Shots) یک فیلم سینمایی درام آمریکایی به نویسندگی دیوید مکنا و کارگردانی مایکل کریستوفر محصول سال ۱۹۹۹ میلادی با بازی شان پاتریک فلانری، جری اوکانل، آماندا پیت، تارا رید و ران لیوینگستون است. این فیلم داستان هشت سینگلی را روایت می‌کند که در شب هرزگری مست آن‌ها دچار اشتباهاتی می‌شوند.

## داستان
دربارهٔ پیچیدگی‌ها اما لزومات رابطه بین مردان و زنان امروز و همه چیزهایی که آنها فکر می‌کنند اما …

## بازیگران
- شان پاتریک فلانری در نقش ریک همیلتون
- جری اوکانل در نقش مایکل پنوریسی
- آماندا پیت در نقش جین بانیستر
- تارا رید در نقش سارا اولسوانگ
- ران لیوینگستون در نقش ترنت
- امیلی پروتکتر در نقش ویتنی برایانت
- برد رائو در نقش شاون دنیگان
- سیبیل تمچین در نقش اما کوپر[۲][۳]